# Wigerichovci

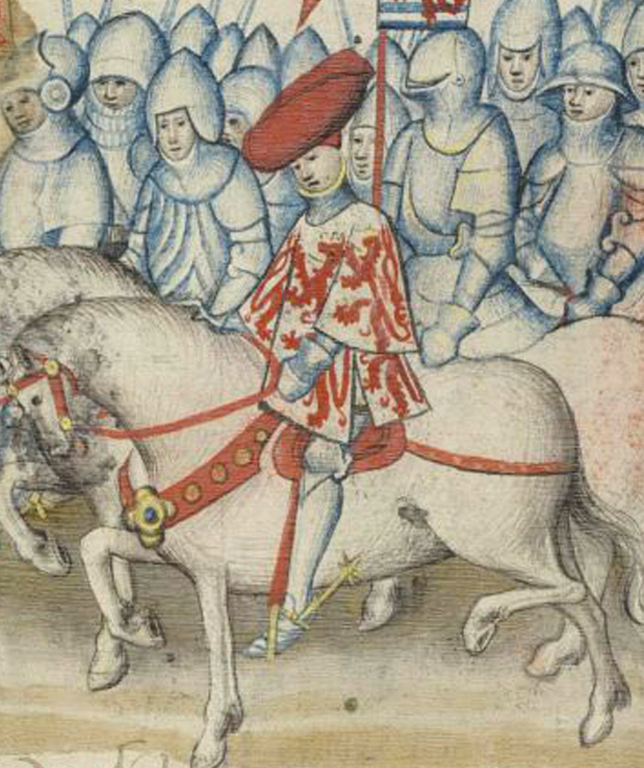
Vévoda z Limburgu na koni

Wigerichovci či tzv. Ardenská dynastie byli rodem doloženým od raného středověku na dnešním belgicko-lucemburském pomezí, který postupně ovládl řadu zemí v oblasti, získal mj. vládu v Lucemburském hrabství a Bavorském vévodství a jedna z jeho vedlejších větví - hrabata ze Salm-Neuburku, získala četné statky na Moravě a vymřela jako poslední větev rodu v roce 1784.

## Dějiny rodu
Prvním známým příslušníkem rodu je Wigerich (snad 886-před 919), župní hrabě (německy Gaugraf) v Bidgau a falckrabí lotrinský (pozdější Rýnská Falc). Byl nejspíše synem ardenského župního hraběte Odoacara/Regniera a manželem jakési Kunigundy (888 či 895-po 923), jejíž matkou byla princezna Ermentrud Franská (nar. kol. 870), dcera neustrijského krále Ludvíka II. Wigerich a jeho potomci byli leníky vévodů z Lotharingie (Lotrinska) a posléze získali řadu statků v oblasti pomezí dnešní Belgie, Francie a Německa a stali se mj. župními hrabaty ardenskými, henegavskými a brabantskými, hrabaty z Verdunu, markrabími antverpskými, hrabaty z Baru a nakonec i vévody horno- a dolnolotrinskými. Wigerichův nejmladší syn Siegfried (zem. 998) se stal prvním hrabětem z Lucemburku, i když sám se tituloval ještě jen jako župní hrabě z Moselgau (Moselské župy). Siegfriedův prvorozený syn, Jindřich I. (zem. 1026), se stal vévodou bavorským a otcovy statky zdědil druhorozený Bedřich I. (zem. 1019). Bedřichův nejstarší syn Jindřich II. (zem. 1047) zdědil po bezdětném strýci Bavorské vévodství, druhorozený Bedřich II. (zem. 1065) zdědil po příbuzných Dolnolotrinské vévodství, třetí Adalbero (zem. 1072) se stal biskupem v Metách a nejmladší Giselbert (zem. 1056 či 1059) zdědil bývalé župní hrabství Moselgau a od r. 1036 se psal jako hrabě ze Salmu. Starší z Giselbertových dvou synů, Konrád I. (zem. 1086), se jako první z rodu psal jako hrabě lucemburský. Mladší syn Heřman Lucemburský, v rodové linii vedený jako Heřman X. (zem. 1088), se stal hrabětem ze Salmu a vlastním zakladatelem rodu Salmů. Byl také německým vzdorokrálem jako protivník Jindřicha IV., císaře Svaté říše římské.

### Větve rodu
- Hrabata z Lucemburku
- Hrabata ze Salmu

### Význačné osobnosti rodu
- Giselbert Lucemburský
- Kunhuta Lucemburská
- Jindřich V. Bavorský
- Jindřich VII. Bavorský
- Heřman ze Salmu
- Niklas ze Salmu